# Église Sainte-Rose-de-Lima de Sainte-Rose
Pour les articles homonymes, voir Sainte-Rose.
L'église Sainte-Rose de Lima est une église chrétienne située à Sainte-Rose en Guadeloupe.

## Histoire
L'église remplace en 1843 un précédent édifice détruit lors d'un tremblement de terre. Dans les années 1920, elle est fortifiée en béton armé.

## Description
Le bâtiment est en croix latine. La façade comporte quatre pilastres soutenant un entablement, une corniche et un grand fronton de style néoclassique, occupé au centre par un oculus pendulaire. La modénature est en pierre de taille ainsi que les encadrements de baies dont les arcs sont en plein cintre.
Les carreaux du sol en ciment, à l'intérieur, ont des motifs colorés.
Les fonts baptismaux sont en marbre et ont été installés lors de la consécration de l'église.
Derrière le chœur et la sacristie, se trouve un clocher composé d'un beffroi à persiennes dont la toiture est en pavillons.

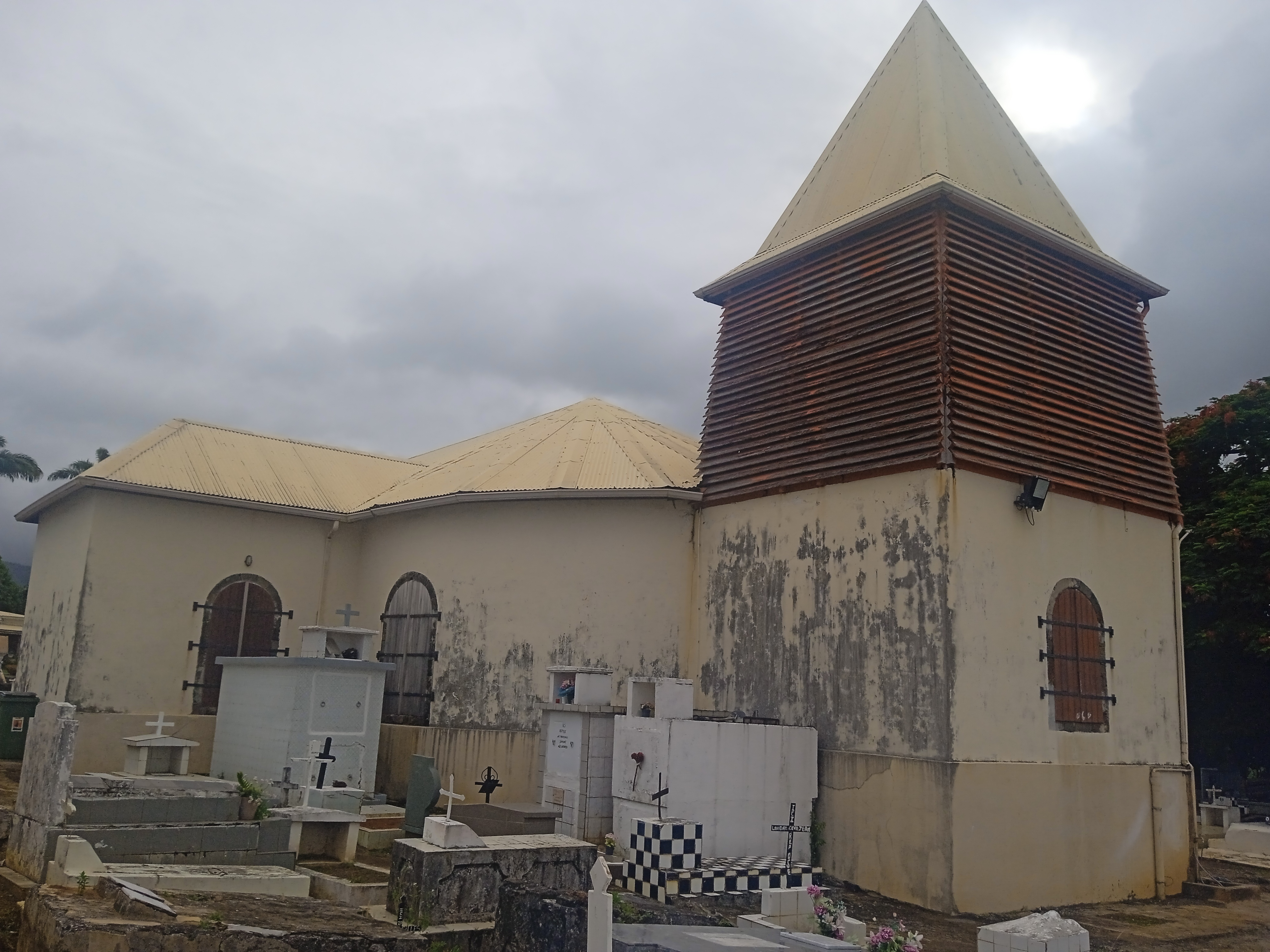
Vue du clocher.
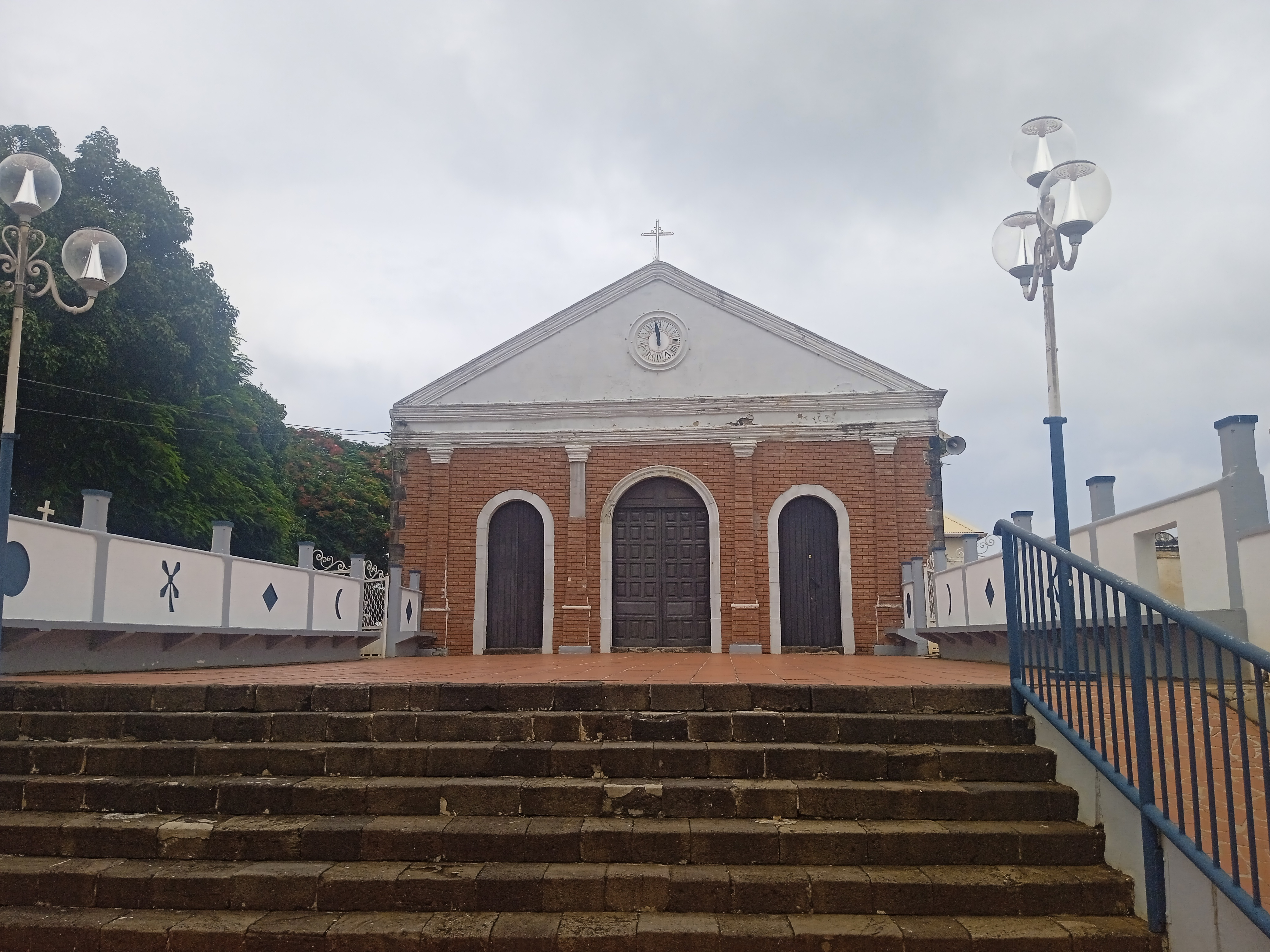
Façade.

## Le cimetière
Il entoure entièrement l'église et est ceinturé par un mur en maçonnerie. Le cimetière comporte des tombes anciennes de la fin du XVIIIe et du XIXe remarquables par leur maçonnerie de moellons hourdés au mortier de chaux.
La plus ancienne tombe répertoriée est celle de Hapel-Lachenaie qui porte la date de décès au 14 mai 1808 mais de nombreuses tombes n'ont plus d'inscriptions.

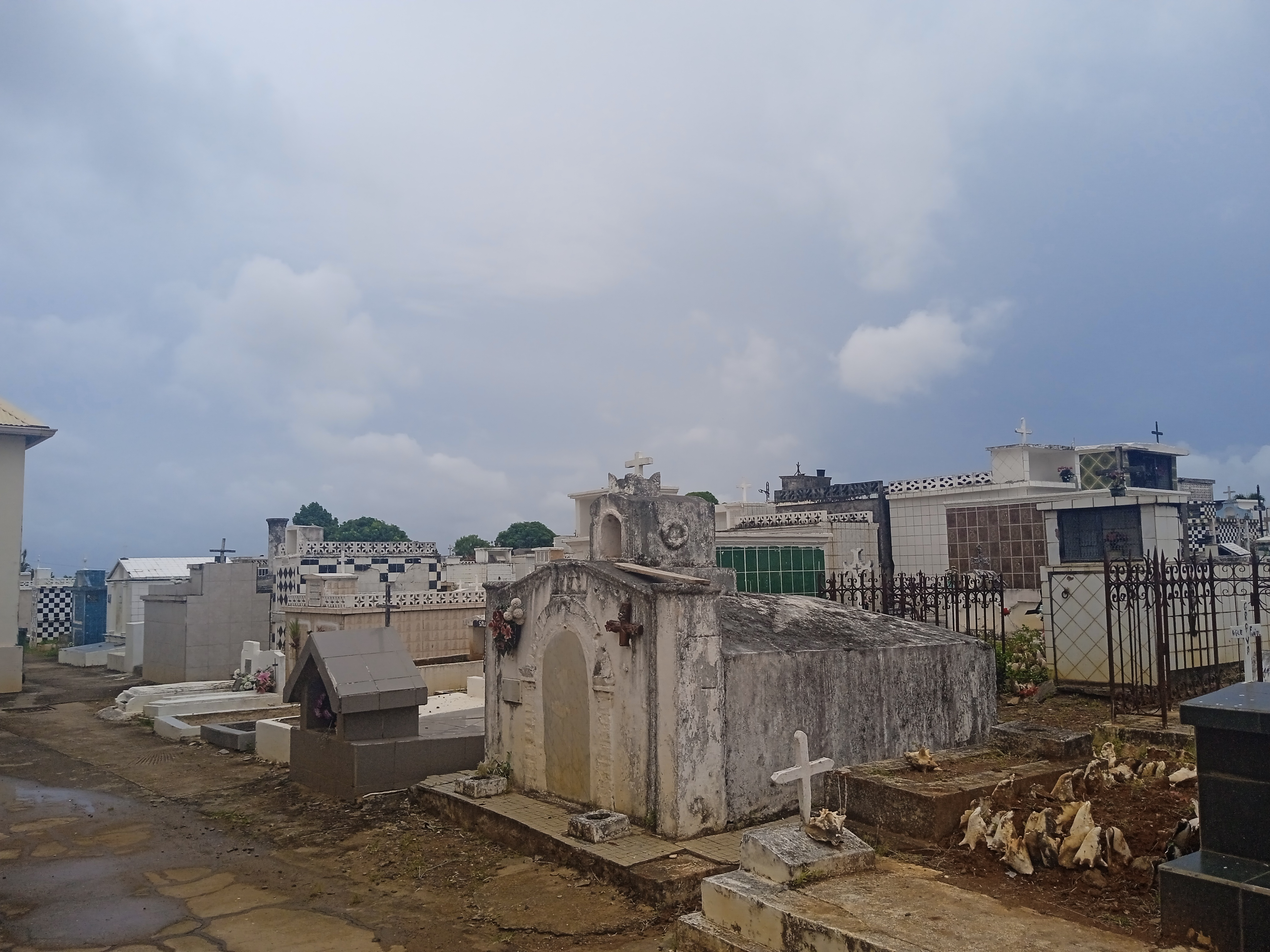
Cimetière de Sainte-Rose.
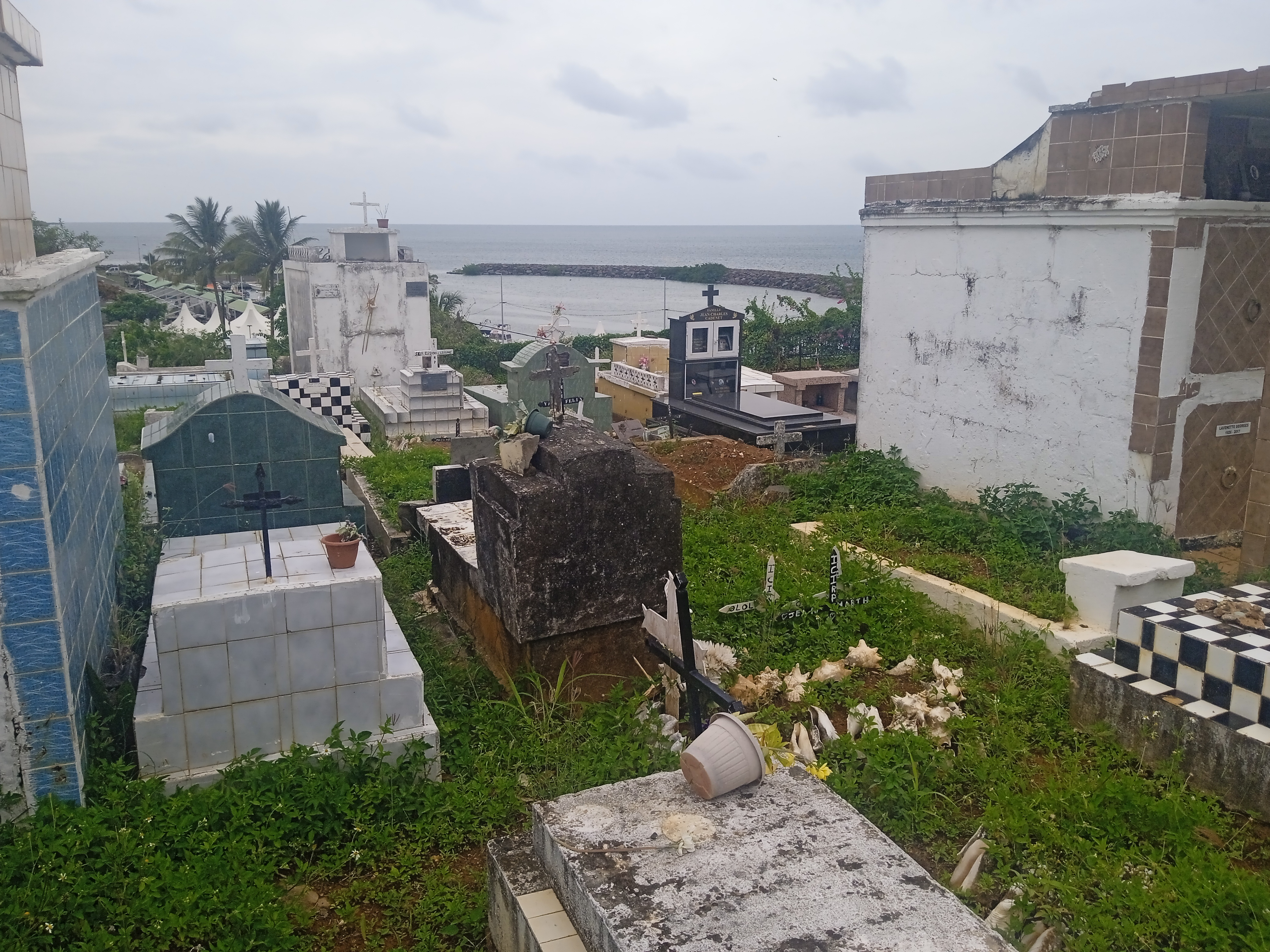
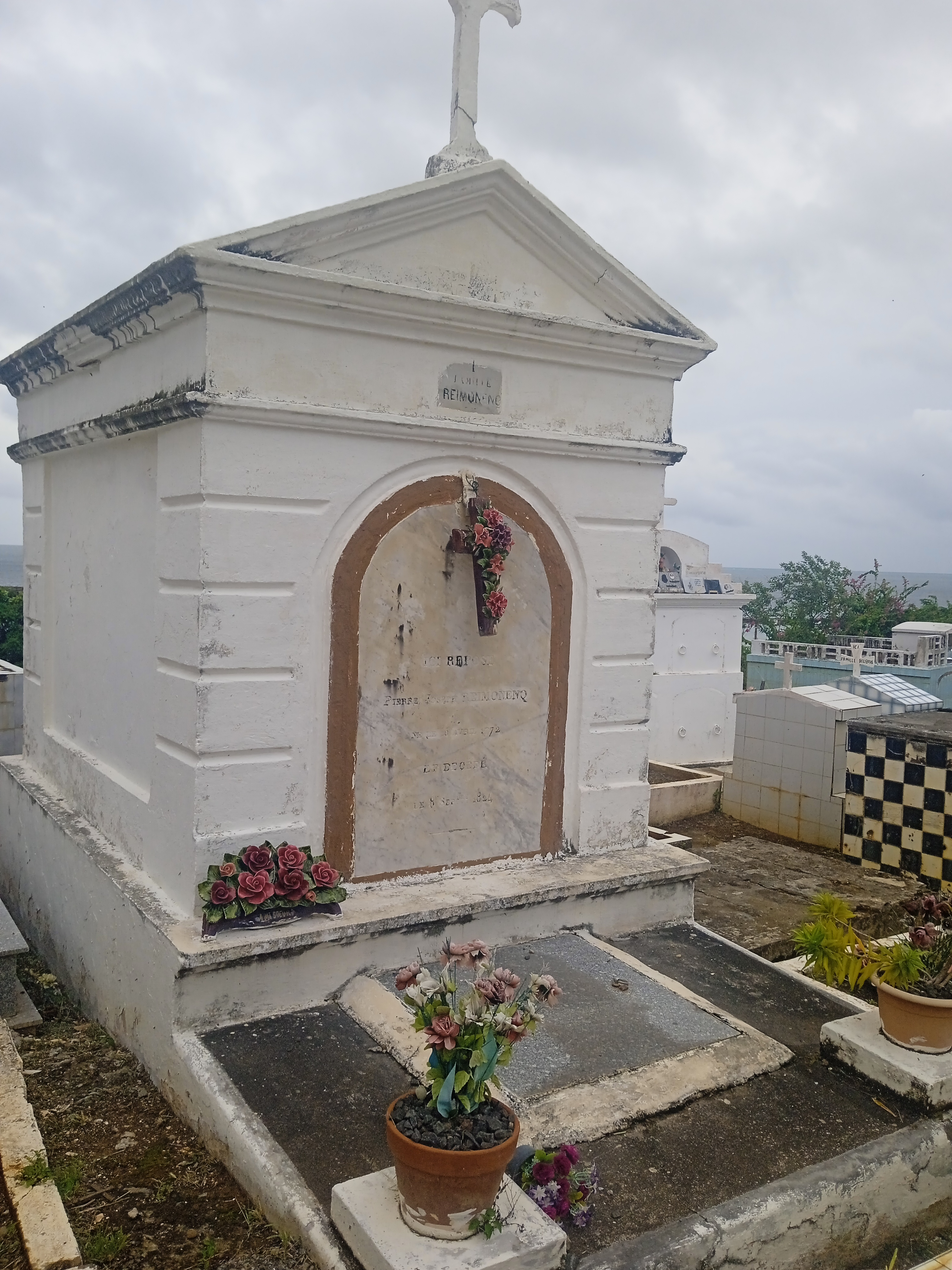
Tombe de François Reimonencq, fondateur des établissements Reimonencq (rhum).
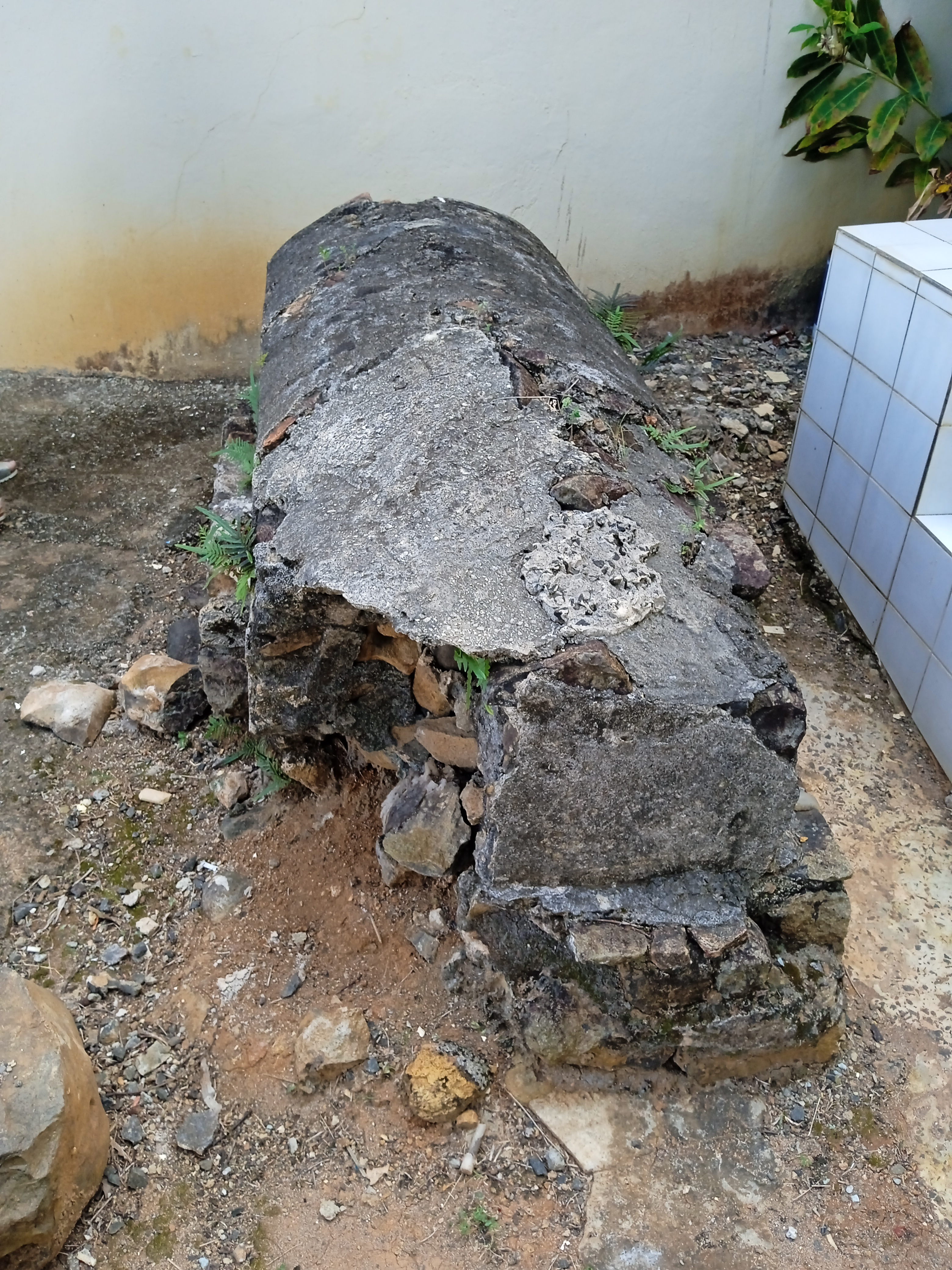
Cette tombe, typique de celles du XVIIIe siècle, située dans un creux à l'arrière de l'église, a été détruite en janvier 2025.